# استامن بلچف
استامن بلچف (انگلیسی: Stamen Belchev؛ زادهٔ ۷ مهٔ ۱۹۶۹) بازیکن فوتبال اهل بلغارستان است.